# 김하진의 행복요리
《김하진의 행복요리》는 2000년에 방송되었던 요리 정보 프로그램이다.